# Swiss Basketball League
La Swiss Basketball League è la massima divisione del campionato svizzero maschile di pallacanestro.
Si disputa sin dal 1933, organizzata dalla Federazione Svizzera di Basket-ball. Tutte le squadre disputano in totale 28 partite di campionato.

## Denominazioni
- dal 1933 al 2017: Lega Nazionale A
- dal 2017: Swiss Basketball League

## Albo d'oro
- 1932: Uni Bern
- 1933: Servette Genève
- 1934: Urania Genève
- 1935: Servette Genève
- 1936: Servette Genève
- 1937: Genève Basket
- 1938: Urania Genève
- 1939: non disputato
- 1940: non disputato
- 1941: Urania Genève
- 1942: Urania Genève
- 1943: Urania Genève
- 1944: Urania Genève
- 1945: CAG Genève
- 1946: Urania Genève
- 1947: Urania Genève
- 1948: Urania Genève
- 1949: Urania Genève
- 1950: Stade Français Genève
- 1951: Sanas Merry Boys Lausanne
- 1952: Jonction Genève
- 1953: Jonction Genève
- 1954: Jonction Genève
- 1955: Jonction Genève
- 1956: Jonction Genève
- 1957: Jonction Genève
- 1958: Urania Genève
- 1959: Urania Genève
- 1960: Stade Français Genève
- 1961: non disputato
- 1962: Stade Français Genève
- 1963: Sanas Merry Boys Lausanne
- 1964: Urania Genève
- 1965: Urania Genève
- 1966:  Fribourg Olympic
- 1967: Urania Genève
- 1968: Stade Français Genève
- 1969: Stade Français Genève
- 1970: Stade Français Genève
- 1971:  Fribourg Olympic
- 1972: Stade Français Genève
- 1973:  Fribourg Olympic
- 1974:  Fribourg Olympic
- 1975:  Federale Lugano
- 1976:  Federale Lugano
- 1977:  Federale Lugano
- 1978:  Fribourg Olympic
- 1979:  Fribourg Olympic
- 1980:  Viganello Basket
- 1981:  Fribourg Olympic
- 1982:  Fribourg Olympic
- 1983: Nyon Basket
- 1984:  Vevey Riviera
- 1985:  Fribourg Olympic
- 1986:  Pully
- 1987:  Pully
- 1988:  Champel Ginevra
- 1989:  Pully
- 1990:  Pully
- 1991:  Vevey Riviera
- 1992:  Fribourg Olympic
- 1993:  Bellinzona
- 1994:  Bellinzona
- 1995:  Bellinzona
- 1996:  BBC Monthey
- 1997:  Fribourg Olympic
- 1998:  Fribourg Olympic
- 1999:  Fribourg Olympic
- 2000:  Lugano Tigers
- 2001:  Lugano Tigers
- 2002:  Lugano Tigers
- 2003:  Boncourt
- 2004:  Boncourt
- 2005:  BBC Monthey
- 2006:  Lugano Tigers
- 2007:  Fribourg Olympic
- 2008:  Fribourg Olympic
- 2009:  SAV Vacallo
- 2010:  Lugano Tigers
- 2011:  Lugano Tigers
- 2012:  Lugano Tigers
- 2013:  Lions de Genève
- 2014:  Lugano Tigers
- 2015:  Lions de Genève
- 2016:  Fribourg Olympic
- 2017:  BBC Monthey
- 2018:  Fribourg Olympic
- 2019:  Fribourg Olympic
- 2020: non assegnato
- 2021:  Fribourg Olympic
- 2022:  Fribourg Olympic
- 2023:  Fribourg Olympic
- 2024:  Fribourg Olympic
- 2025:  Lions de Genève

## Vittorie per club
| Club                      | Titoli | Città      | Cantone  | Anni |
| ------------------------- | ------ | ---------- | -------- | --- |
| Fribourg Olympic          | 22     | Friborgo   | Friburgo | 1966, 1971, 1973, 1974, 1978, 1979, 1981, 1982, 1985, 1992, 1997, 1998, 1999, 2007, 2008, 2016, 2018, 2019, 2021, 2022, 2023, 2024 |
| Urania Genève             | 15     | Ginevra    | Ginevra  | 1934, 1938, 1941, 1942, 1943, 1944, 1946, 1947, 1948, 1949, 1958, 1959, 1964, 1965, 1967                                           |
| Lugano Tigers             | 8      | Lugano     | Ticino   | 2000, 2001, 2002, 2006, 2010, 2011, 2012, 2014                                                                                     |
| Stade Français Genève     | 7      | Ginevra    | Ginevra  | 1950, 1960, 1962, 1968, 1969, 1970, 1972                                                                                           |
| Jonction Genève           | 6      | Ginevra    | Ginevra  | 1952, 1953, 1954, 1955, 1956, 1957                                                                                                 |
| Pully Basket              | 4      | Pully      | Vaud     | 1986, 1987, 1989, 1990 |
| Pallacanestro Bellinzona  | 3      | Bellinzona | Ticino   | 1993, 1994, 1995 |
| Federale Lugano           | 3      | Lugano     | Ticino   | 1975, 1976, 1977 |
| Servette Genève           | 3      | Ginevra    | Ginevra  | 1933, 1935, 1935 |
| B.B.C. Monthey            | 3      | Monthey    | Vallese  | 1996, 2005, 2017 |
| Lions de Genève           | 3      | Ginevra    | Ginevra  | 2013, 2015, 2025 |
| Basket Club Boncourt      | 2      | Boncourt   | Giura    | 2003, 2004 |
| Vevey Riviera Basket      | 2      | Vevey      | Vaud     | 1984, 1991 |
| Sanas Merry Boys Lausanne | 2      | Losanna    | Vaud     | 1951, 1963 |
| SAV Vacallo               | 1      | Vacallo    | Ticino   | 2009 |
| Champel Ginevra           | 1      | Ginevra    | Ginevra  | 1988 |
| Nyon Basket               | 1      | Nyon       | Vaud     | 1983 |
| Viganello Basket          | 1      | Lugano     | Ticino   | 1980 |
| Genève Basket             | 1      | Ginevra    | Ginevra  | 1937 |
| CAG Genève                | 1      | Ginevra    | Ginevra  | 1945 |
| Uni Bern                  | 1      | Berna      | Berna    | 1932 |

## MVP
Aggiornato al 2 maggio 2022
| Stagione  | MVP straniero | MVP CH           | MVP U23 CH      | MVP finali      | Top scorer     |
| --------- | ------------- | ---------------- | --------------- | --------------- | -------------- |
| 2007-2008 | -             | -                | -               | -               | Jared McCurry  |
| 2008-2009 | -             | -                | -               | -               | Josh Almanson  |
| 2009-2010 | -             | -                | -               | -               | Mike Efevberha |
| 2009-2011 | -             | -                | -               | -               | Steve Smith    |
| 2011-2012 | -             | -                | -               | -               | Mohamed Abukar |
| 2012-2013 | Justin Rutty  | Dušan Mlađan     | Jonathan Dubas  | -               | Dušan Mlađan   |
| 2013-2014 | Travis Watson | Derek Stockalper | Jonathan Kazadi | -               | Devin Sweetney |
| 2014-2015 | Babacar Touré | Marko Mlađan     | Arnaud Cotture  | -               | A.J. Pacher    |
| 2015-2016 | Babacar Touré | Marko Mlađan     | Arnaud Cotture  | -               | Richard Carter |
| 2016-2017 | -             | -                | -               | Brandon Young   | Karl Cochran   |
| 2017-2018 | -             | -                | -               | Babacar Touré   | Brandon Brown  |
| 2018-2019 | -             | -                | -               | Tim Derksen     | Ronald March   |
| 2019-2020 | -             | -                | -               | -               | Xavier Ford    |
| 2020-2021 | -             | -                | -               | Marquis Jackson | Maleye N'Doye  |
| 2021-2022 | -             | -                | -               | Natan Jurkovitz | Brent Jackson  |
| 2022-2023 | -             | -                | -               | Roberto Kovac   | Isaiah Ross    |
| 2023-2024 | -             | -                | -               | Eric Nottage    | Trey Sampson   |
| 2024-2025 | -             | -                | -               | Paul Gravet     | Shaun Doss     |